# Asociación de Fútbol No Amateur de Esmeraldas
La Asociación de Fútbol No Amateur de Esmeraldas es un subdivisión de la Federación Deportiva de Esmeraldas en el Ecuador. Funciona como asociación de equipos de fútbol dentro de la Provincia de Esmeraldas. Bajo las siglas AFE, esta agrupación está afiliada a la Federación Ecuatoriana de Fútbol.

## Clubes Afiliados
| 1 | Club Social y Deportivo Vargas Torres | Esmeraldas |

| 1  | Centro Juvenil Deportivo                               | Esmeraldas  |
| 2  | Emanuel Sporting Club                                  | Quinindé    |
| 3  | Club Social, Cultural y Deportivo Esmeraldas Petrolero | Esmeraldas  |
| 4  | Club Deportivo Atlético Valencia                       | Atacames    |
| 5  | Club Deportivo 5 de Agosto                             | Esmeraldas  |
| 6  | Club Social y Deportivo Juventus                       | Esmeraldas  |
| 7  | Quinindé Sporting Club                                 | Quinindé    |
| 8  | Club Deportivo Sagrado Corazón                         | Esmeraldas  |
| 9  | Atacames Sporting Club                                 | Atacames    |
| 10 | Club Tácito Ortiz Urriola                              | Esmeraldas  |
| 11 | Esmeraldas Sporting Club                               | Esmeraldas  |
| 12 | Huracán Sporting Club                                  | Esmeraldas  |
| 13 | Rocafuerte Sporting Club                               | Rioverde    |
| 14 | Unión Deportiva Juvenil                                | Quinindé    |
| 15 | Club Deportivo Alianza del Pailón                      | San Lorenzo |
| 16 | Club Social Deportivo Zona Ríos                        | San Lorenzo |
| 17 | Club Deportivo La Provincia                            | Quinindé    |
| 18 | Club Deportivo Atlético Quinindé                       | Quinindé    |